# Andy Williams (calciatore gallese)
Andrew Phillip Rees Williams, più conosciuto con il diminutivo Andy Williams (Bristol, 8 ottobre 1977) è un ex calciatore inglese, di ruolo difensore.

## Carriera

### Club
Esordisce tra i professionisti nella stagione 1996-1997 all'età di 19 anni con il Southampton, club della prima divisione inglese in cui già aveva giocato a livello giovanile; nell'arco di tre stagioni gioca in totale 21 partite di campionato con i Saints, per poi trasferirsi (inizialmente in prestito ed in un secondo momento a titolo definitivo) allo Swindon Town in terza divisione, dove nell'arco di circa venti mesi di permanenza segna una rete (di fatto la sua unica in carriera in competizioni professionistiche) in 44 partite di campionato. Nell'estate del 2001 a soli 24 anni lascia il calcio professionistico a causa di problemi ad un ginocchio: per questo motivo, inizia a lavorare come poliziotto ed in parallelo a giocare a livello semiprofessionistico con il Bath City, club di Southern Football League (sesta divisione), dove rimane fino al termine della stagione 2003-2004 quando, all'età di 27 anni, un nuovo grave infortunio allo stesso ginocchio lo induce ad abbandonare del tutto l'attività calcistica.

### Nazionale
Tra il 1997 ed il 1998 ha giocato 2 partite con la nazionale gallese, in due partite amichevoli contro Brasile e Malta.